# Pfarrkirche Wieting

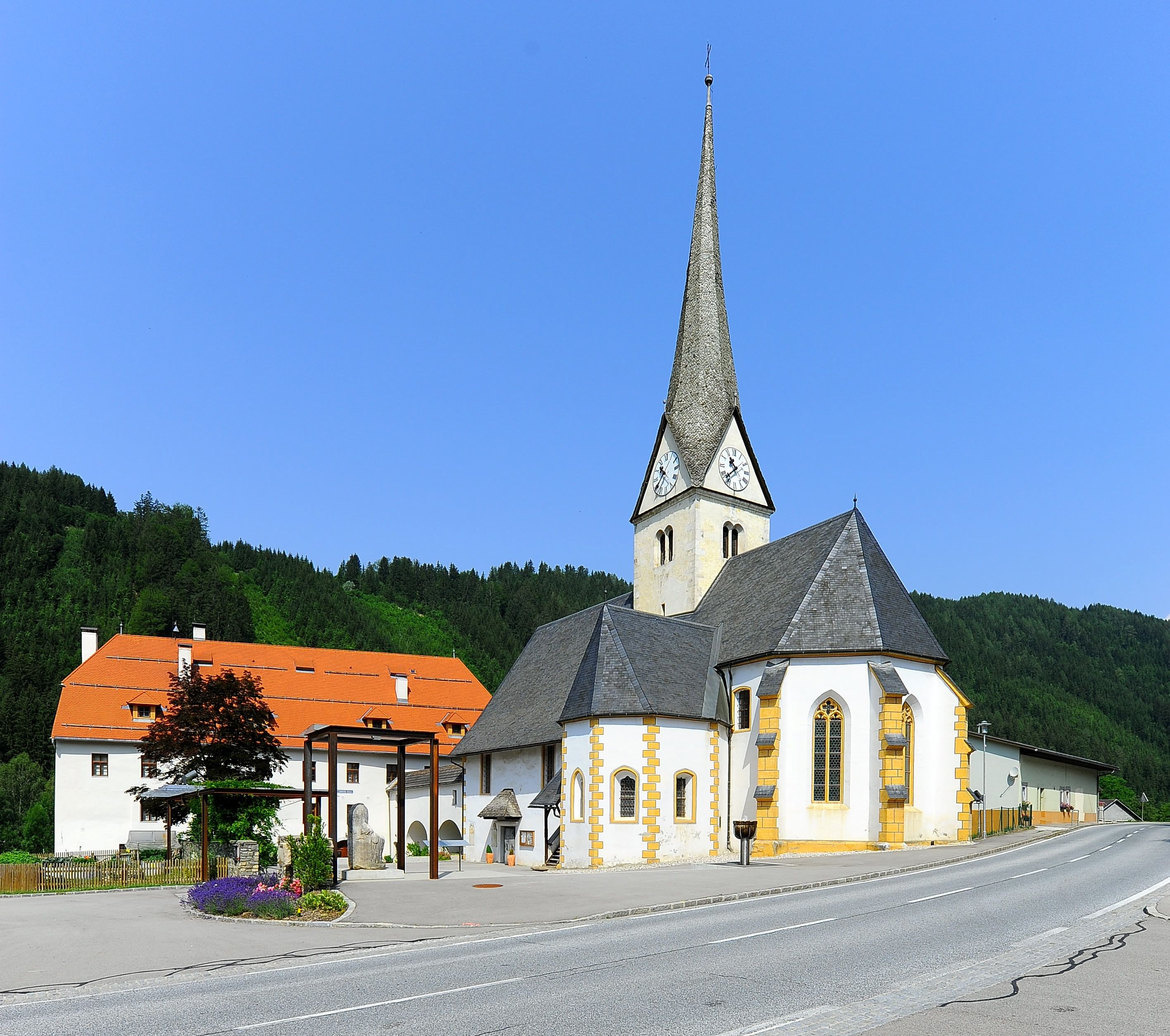
Pfarrkirche St. Margareten

Die ältesten urkundlichen Erwähnungen der Propsteipfarrkirche St. Margareta in Wieting (Kärnten) stammen aus der Zeit zwischen 1180 und 1193 sowie zwischen 1200 und 1206.

## Äußeres

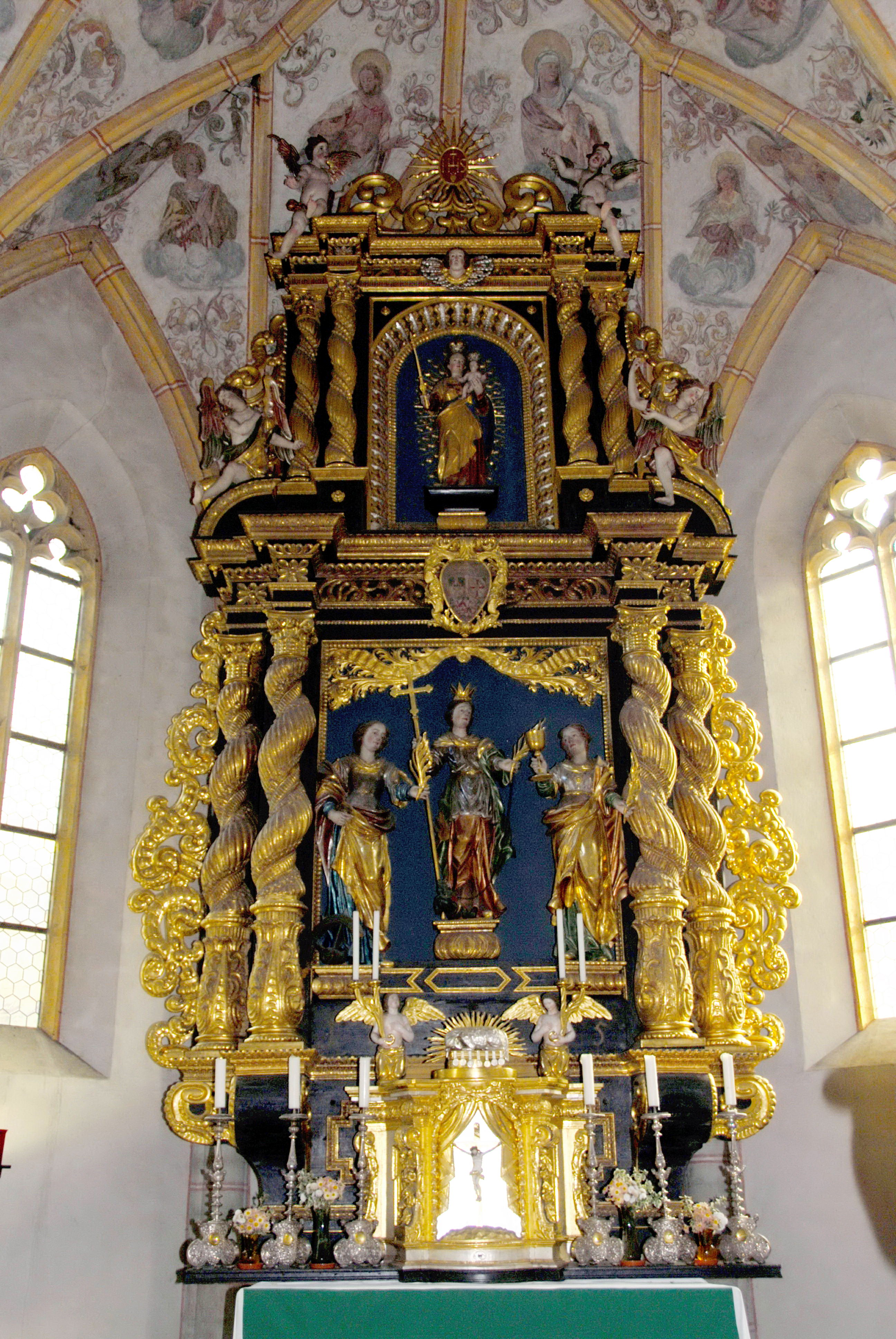
Hochaltar aus dem Jahre 1674 von Johann Claus in der Pfarrkirche Wieting

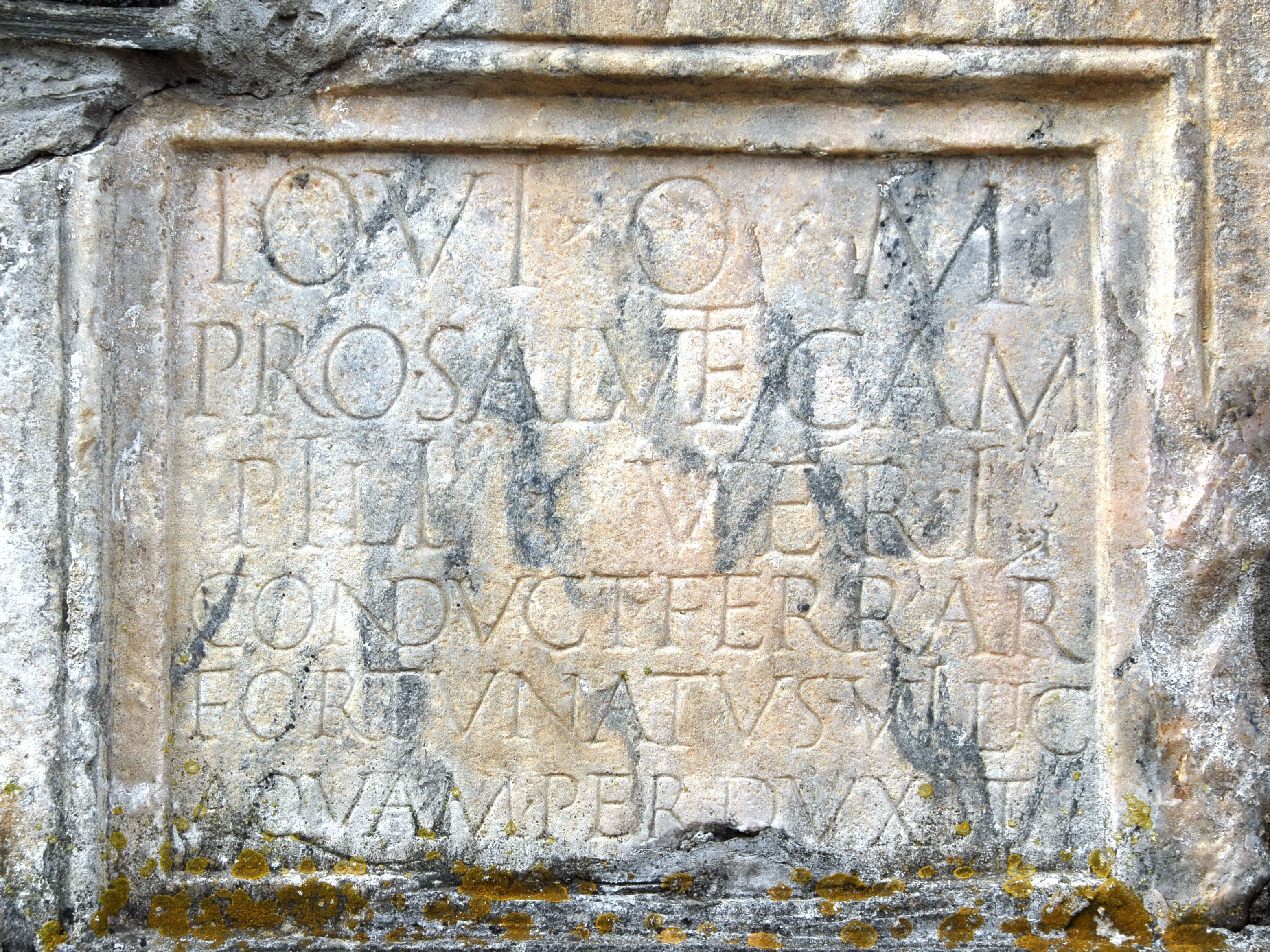
Votivstein am Kirchplatz von Wieting

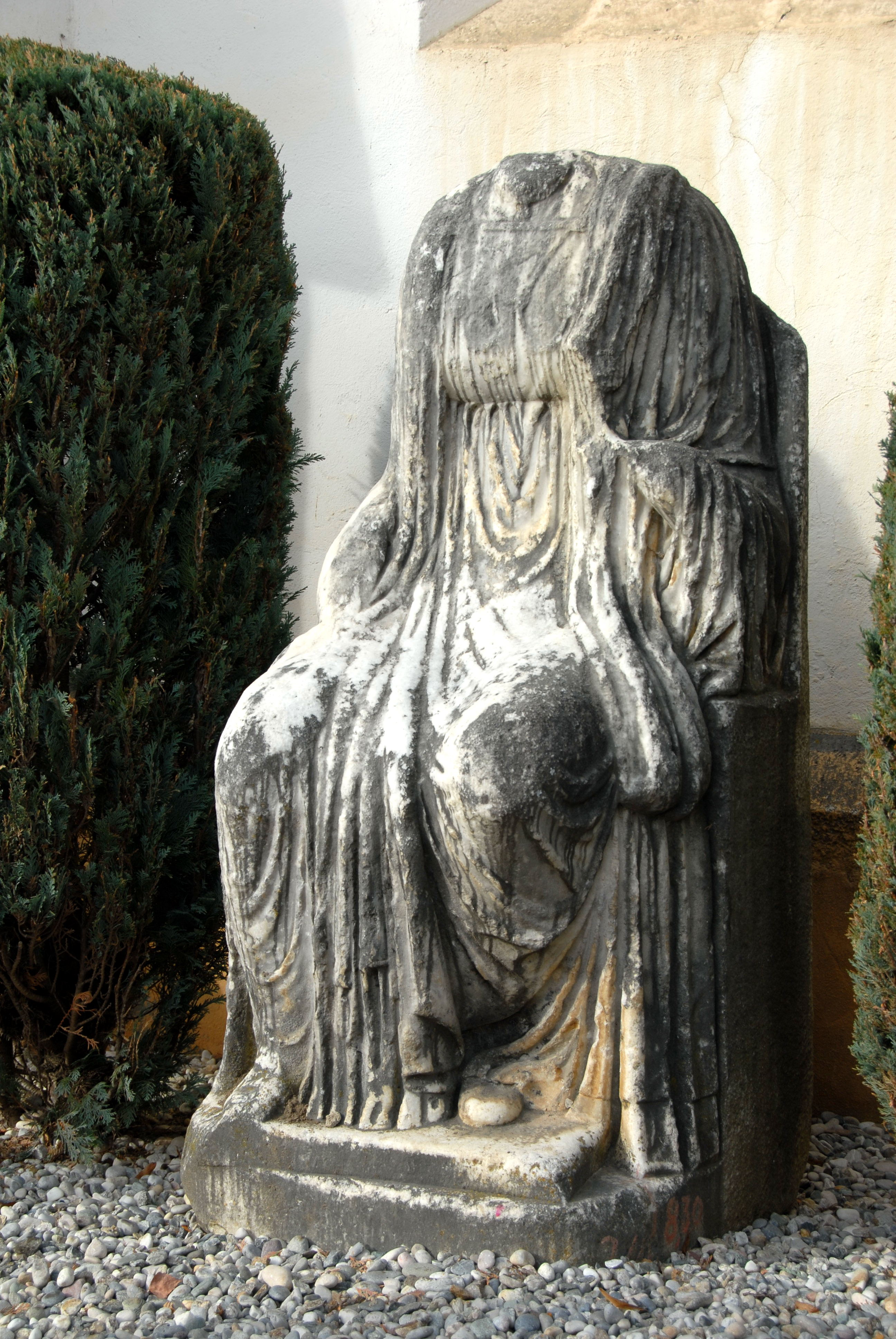
Geköpfte Sitzstatue der Isis Norea in Wieting an der Kirchenaußenwand

Die große Kirche mit Vierungsturm und Kapellenanbau südlich des Chores ist mit der westlich davon gelegenen Propstei durch einen gedeckten Gang verbunden. Die genaue Baugeschichte ist unklar.
Im Rahmen einer Neugestaltung des Kirchenvorplatzes in den Jahren 2008/2009 wurde die Straßeneinfahrt verlegt und der Platz mit Stufen von der Straße abgegrenzt. Links davon befindet sich das frühere Taufbecken, das zu einem Brunnen umfunktioniert wurde. Rechts befindet sich unter einer Stahl-Glas-Konstruktion eine römerzeitliche, kopflose Sitzstatue der Göttin Isis Norea sowie eine Steinfigur des heiligen Johannes Nepomuk. An der Südseite wurde eine bepflanzte Pergola errichtet. Am Kirchengebäude selbst finden sich eine Votivinschrift sowie Spolien.

## Inneres
Das große flachgedeckte Langhaus ist im Kern mit hoher Wahrscheinlichkeit romanisch. Vor dem Triumphbogen betritt man ein offenes Turmerdgeschoß mit einem spätgotischen Sternrippengewölbe über mächtigen Pfeilern; südlich und nördlich davon schließen sich querschiffartig Joche mit Kreuzrippengewölben an. Wandmalerei zwischen 1446 und 1459 präsentiert sich im Sternrippengewölbe des Turmerdgeschoßes vor dem Triumphbogen und in den beiden seitlich anschließenden Jochen mit Kreuzrippengewölben: Schlusssteine jeweils mit Wappen Laun von Haunstein, in den Gewölbefeldern im südlichen Sternjoch 4 Wappen Laun, Hanau, Rugkendorff und Lembucher wurden eingesetzt; im Mitteljoch dann Laun, Seissenegg, Anna Laun und Stegberg; im nördlichen Seitenjoch prangen 4 Wappen Laun, Hanau, Laun, Laun. 
Ein spätgotischer einjochiger Chor ist mit Fünfachtel-Schluss und Netzrippengewölbe auf achteckigen und runden Diensten überbaut. Schlusssteine sieht der Betrachter im Gewölbe des Chores und des Turmjoches mit Christushaupt, das Lamm Gottes. Eine gotische Sakramentsnische wird durch ein Gitter geschützt. Die Malereien des Chorgewölbes um 1620 umfassen Schweifgrotesken, Christus und Maria, Engel mit Leidenswerkzeugen sowie Heilige; die Gewölbemalereien im Querhaus sind mit Wappendarstellungen, und Wappensteine der Familie Laun von Haunstein (1446–59) versehen.
Die südlich an den Chor anschließende Sakristei, ein quergelagerter Bau mit Fünfachtel-Schluss und spätgotischem Sternrippengewölbe auf zum Teil figuralen Konsolen, ist wohl als Rest des 1277 sive carnarium geweihten romanischen Rundkarners anzusehen, der ursprünglich freistehend bereits 1459 beim Umbau der Kirche mit dem Kirchenraum verbunden und zur Sakristei umfunktioniert wurde. Ein spätgotisches Portal mit eisenbeschlagener Tür führt zum Chor. Im Inneren sind Darstellungen von Wandmalerei, Rankenwerk, sowie fragmentarische Reste einer Wandmalerei aus dem Ende 13. bzw. Anfang 16. Jahrhundert zu sehen.